# Natasha Lyonne
Natasha Bianca Lyonne Braunstein (Nueva York, 4 de abril de 1979), conocida como Natasha Lyonne, es una actriz, productora, directora y guionista estadounidense de cine y televisión. Lyonne comenzó su carrera como actriz adolescente antes de expandir su carrera asumiendo papeles maduros en cine y televisión. Es conocida por su distintiva voz ronca y su personalidad "dura". Ganadora de dos premios del Sindicato de Actores al mejor reparto por su papel de Nicky Nichols en Orange Is the New Black (2013–2019); también ha sido nominada a los Premios Globo de Oro y a los Premios Primetime Emmy. Fue nombrada una de las 100 personas más influyentes del mundo por Time Magazine en 2023.
Lyonne creó en 2019 su propia empresa de producción, llamada Animal Pictures; desde entonces ha creado y protagonizados reconocidas series de televisión como Nadia en la serie de drama de Netflix: Russian Doll (2019–2022), o como Charlie Cale en la serie de comedia de Peacock, Poker Face (2023–2025).

## Biografía
Natasha Lyonne Braunstein nació en Nueva York, hija de Yvette Lyonne, una consultora de licencias de productos, y Aaron Braunstein, oriundo de Brooklyn, que trabajaba como promotor de boxeo. Lyonne se crio en un hogar judío ortodoxo y vivió en Israel con su familia durante su infancia; sus abuelos maternos eran supervivientes del Holocausto. Cuando sus padres se divorciaron, Lyonne se trasladó a Nueva York a vivir con su madre y su hermano Adán a un apartamento de un dormitorio. En Nueva York, los hermanos Lyonne asistieron a Ramaz, una escuela privada judía. Su madre se mudó a Miami, donde Lyonne asistió y se graduó en la Miami Country Day School.

## Carrera

### Cine
Lyonne comenzó a actuar a una edad temprana con su primer papel como Opal en Pee-wee's Playhouse. Apareció en la película A Man Called Sarge (1990) durante su estancia en Israel.
Cuando tenía 16 años, Woody Allen la incluyó en Everyone Says I Love You, que dio lugar a apariciones en casi 30 películas en los siguientes diez años, incluyendo papeles protagonistas en las películas independientes Slums of Beverly Hills y But I'm a Cheerleader. Otras películas de Lyonne incluyen Detroit Rock City, Scary Movie 2, The Grey Zone, Kate & Leopold, Party Monster y Blade: Trinity, entre otras. En lo que es quizás su papel más conocido, apareció como Jessica en la serie de películas American Pie.
Cuando tenía 18 años, Lyonne utilizó el cheque de su trabajo en la película de Woody Allen para comprar un pequeño apartamento cerca de Gramercy Park, en Nueva York. Asistió a la Universidad de Nueva York por muy poco tiempo, estudiando cine y filosofía. 
En 2003, Lyonne apareció en Party Monster, una dramatización de la historia de Alig Michael. Interpretando a Brooke, Lyonne se puso un traje especial para simular un mayor peso corporal. También desempeñó el papel de una bióloga ciega en Blade: Trinity. Tras una larga pausa, volvió con la cinta Goyband. En enero de 2008 apareció en una obra de Broadway, Two Thousand Years. Luego, Lyonne trabajó en el thriller 13 (2010), junto a Mickey Rourke, Ray Liotta y Jason Statham. 
Desde entonces, Lyonne ha trabajado constantemente en la escena del teatro de Nueva York, así como en el cine y la televisión. Sus apariciones cinematográficas posteriores incluyen All About Evil, 4:44 Last Day on Earth, Girl Most Likely, Loitering with Intent, Sleping with Other People, Hello My Name is Doris, Addicted to Fresno, #Horror, Yoga Hosers, Antibirth, The Intervention y Handsome, una película de misterio de Netflix.
En 2022, participó en la película de animación DC League of Super-Pets poniendo voz a Merton. En mayo de 2024, se anunció que Lyonne había firmado para un papel coprotagonista, no especificado, en la película de superhéroes del universo MCU Los Cuatro Fantásticos, cuyo estreno está previsto para julio de 2025.

### Teatro
Lyonne hizo su debut en el escenario de Nueva York en la galardonada producción de New Group de Two Thousand Years, de Mike Leigh.
Formó parte del reparto oginal de los galardonados Love, Loss and What I Wore, una obra escrita por Nora Ephron y Delia Ephron, basada en el libro de Ilene Beckerman.
En 2010, Lyonne recibió críticas positivas por su actuación en la comedia de Kim Rosenstock Tigers Be Still, en la Roundabout Theatre Company: "Un profundo deleite en el papel más gracioso, la gracia enloquecida, tan profundamente inmersa en la autocompasión que ha descartado cualquier intento de decoro".
En 2011, Lyonne actuó junto a Ethan Hawke y Ann Dowd en la producción de New Group de Blood From a Stone, de Tommy Nohilly. Al año siguiente, participó en una actuación de New Group a beneficio de la organización Women Behind Bars.
Sobre trabajar en el teatro ha dicho: "Hay algo en el teatro que aplaca las voces autocríticas, porque tienes que estar en el momento. Me alegra que no haya hecho esto antes de estar lista, antes de que fuera capaz de aparecer todos los días. Esa no era una de las habilidades que tenía antes".

### Televisión
Lyonne ha hecho apariciones especiales en series como Weeds, New Girl, Will & Grace y Law & Order: Special Victims Unit.
A finales de 2012, se informó que Lyonne estaba desarrollando una serie de televisión para Fox sobre una chica que, recién salida de rehabilitación y comprometida a comenzar una nueva vida como una adulta sobria y responsable, se ve obligada a mudarse con su hermano conservador y su familia joven. Sin embargo, el proyecto no se concretó.
Entre 2013 y 2019 apareció como Nicky Nichols en la aclamada serie de Netflix Orange Is the New Black. Este papel fue el primer trabajo de televisión de Lyonne en una serie regular. Por este rol recibió una nominación al Primetime Emmy como Mejor actriz invitada en una serie de comedia en 2014, y recibió dos veces el Premio del Sindicato de Actores a la Mejor interpretación de reparto en una serie de comedia, junto con sus coprotagonistas. 
En 2014, Lyonne fue elegida para el programa de comedia de la NBC de Amy Poehler Old Soul, dirigido por David Wain. En 2016, dio voz al personaje Smoky Quartz en Steven Universe, de Cartoon Network. También ha aparecido como varios personajes en la serie de comedia de sketch de la CFI Portlandia.
En 2018 comenzó a protagonizar la serie Russian Doll, de Netflix.
En 2019, Lyonne cofundó la productora Animal Pictures con la actriz Maya Rudolph. Su primer proyecto fue el especial de comedia Sarah Cooper: Everything's Fine (2020), que dirigió la propia Lyonne. La compañía también produce otras series de televisión como Russian Doll (2019-2022), Poker Face (2023-presente), Loot (2022-presente) y en la serie animada The Second Best Hospital In The Galaxy (2024). En octubre de 2023 se anunció que Rudolph se había separado de la empresa, dejando a Lyonne como única directora de Animal. En mayo de 2024, firmó un acuerdo con la productora Sister, que colaborará con Lyonne en los próximos proyectos de Animal.

## Vida personal

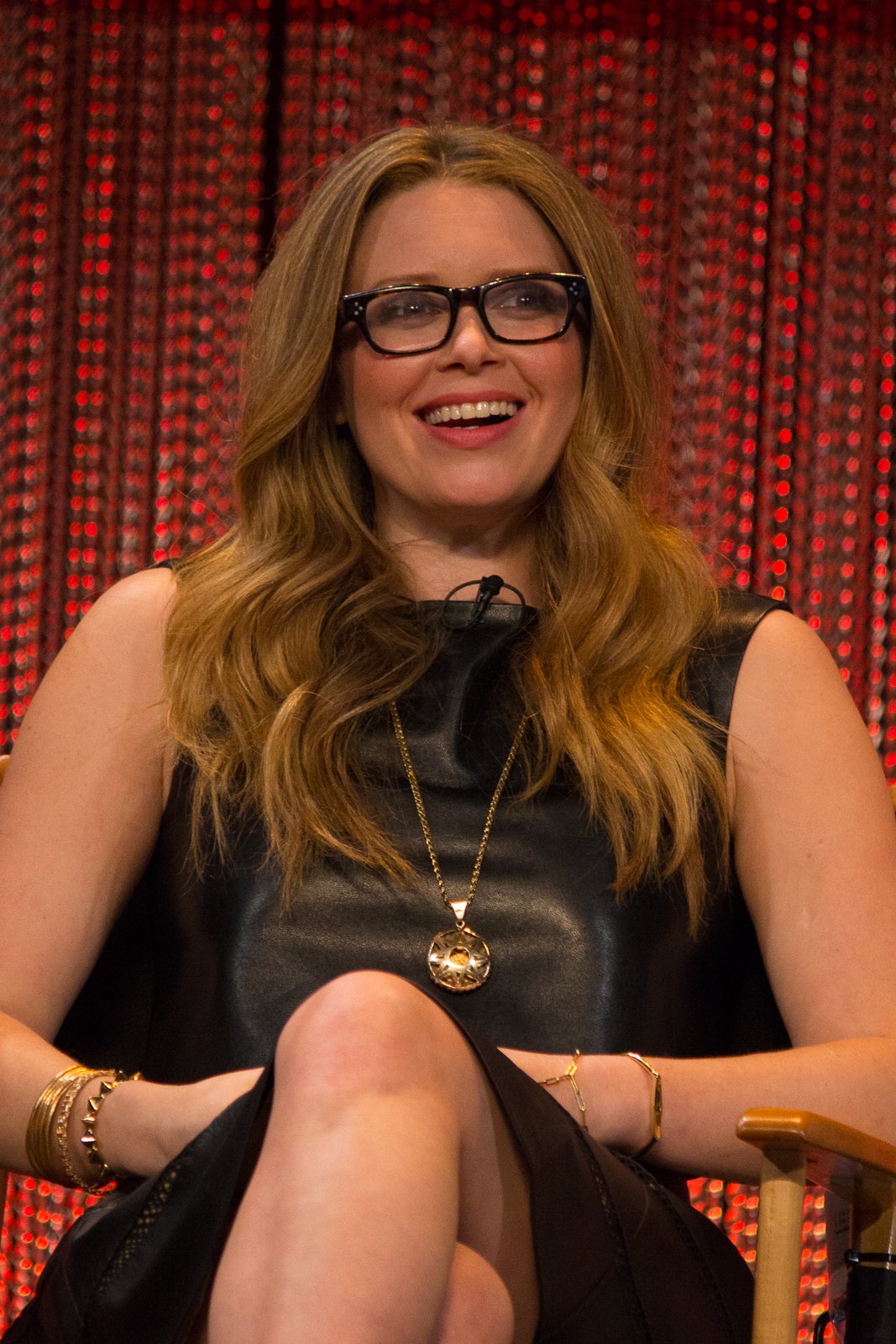
Natalya Lyonne, en 2014.

Lyonne salió con el actor Edward Furlong entre 1998 y 2000, a quien conoció en el set de Detroit Rock City. En 1997 se hizo amiga del actor Michael Rapaport y más tarde alquiló un apartamento en un inmueble de su propiedad en el este de la calle 18. El cantante y exvecino Rufus Wainwright escribió una canción sobre ella, "Natasha", incluida en su álbum de 2003 Want One.
En agosto de 2005, el New York Post informó que Lyonne estaba en el Centro Médico Beth Israel en Manhattan con un seudónimo, y llevaba allí más de un mes después de haber sido trasladada desde el hospital Bellevue. Supuestamente sufría de hepatitis C, una infección del corazón y un pulmón colapsado. También fue objeto de tratamiento con metadona por una adicción a la heroína.
En diciembre de 2006, Lyonne compareció ante el tribunal para hacer frente a cargos presentados en 2005 y fue condenada a libertad condicional. Desde entonces, ha seguido con su carrera cinematográfica.
En 2012 se sometió a una cirugía a corazón abierto para reparar el daño causado en una de sus válvulas por la infección cardíaca que había sufrido. En 2023, dejó de fumar.
Entre 2014 y 2022 estuvo en una relación con el músico y actor Fred Armisen. Actualmente está en una relación con el músico y modelo Matthew Avedon, y aunque aún no hay confirmación de que ambos están saliendo, pero han sido captados de la mano juntos en varias oportunidades.

## Filmografía

### Cine
| Año  | Título                                     | Papel                                     | Notas                |
| ---- | ------------------------------------------ | ----------------------------------------- | -------------------- |
| 1986 | Heartburn                                  | Sobrina de Rachel                         | No acreditada        |
| 1990 | A Man Called Sarge                         | Chica árabe                               |                      |
| 1993 | Daniel el travieso                         | Polly                                     |                      |
| 1996 | Everyone Says I Love You                   | Djuna "DJ" Berlin                         |                      |
| 1998 | Slums of Beverly Hills                     | Vivian Abromowitz                         |                      |
| 1998 | Krippendorf's Tribe                        | Shelly Krippendorf                        |                      |
| 1998 | Modern Vampires                            | Rachel                                    |                      |
| 1999 | American Pie                               | Jessica                                   |                      |
| 1999 | Detroit Rock City                          | Christine                                 |                      |
| 1999 | Freeway II: Confessions of a Trickbaby     | Crystal "White Girl / Whitie" Van Meuther |                      |
| 1999 | But I'm a Cheerleader                      | Megan Bloomfield                          |                      |
| 1999 | The Auteur Theory                          | Rosemary Olson                            |                      |
| 2000 | If These Walls Could Talk 2                | Jeanne                                    | Telefilm             |
| 2001 | Night Visions                              | Bethany                                   |                      |
| 2001 | Plan B                                     | Kaye                                      |                      |
| 2001 | Fast Sofa                                  | Tamara Jenson                             |                      |
| 2001 | Scary Movie 2                              | Megan Voorhees                            |                      |
| 2001 | American Pie 2                             | Jessica                                   |                      |
| 2001 | The Grey Zone                              | Rosa                                      |                      |
| 2001 | Kate & Leopold                             | Darci                                     |                      |
| 2002 | Comic Book Villains                        | Judy Link                                 |                      |
| 2002 | Zig Zag                                    | Jenna                                     |                      |
| 2002 | Night at the Golden Eagle                  | Amber                                     |                      |
| 2003 | Die, Mommie, Die!                          | Edith Sussman                             |                      |
| 2003 | Party Monster                              | Brooke                                    |                      |
| 2004 | America Brown                              | Vera                                      |                      |
| 2004 | Madhouse                                   | Alice                                     |                      |
| 2004 | Blade: Trinity                             | Sommerfield                               |                      |
| 2005 | Robots                                     | Loretta Geargrinder                       | Voz                  |
| 2005 | My Suicidal Sweetheart                     | Grace                                     |                      |
| 2008 | Tricks of a Woman                          | Sally                                     |                      |
| 2009 | The Immaculate Conception of Little Dizzle | Tracy                                     |                      |
| 2009 | Loving Leah                                | Esther                                    | Telefilm             |
| 2009 | Jelly                                      | Mona Hammel                               |                      |
| 2009 | Goyband                                    | Fani                                      |                      |
| 2009 | Outrage                                    | Molly                                     |                      |
| 2009 | Heterosexuals                              | Ellia                                     |                      |
| 2009 | All About Evil                             | Deborah                                   |                      |
| 2011 | 4:44 Last Day on Earth                     | Tina                                      |                      |
| 2011 | Night Club                                 | Mrs. Keaton                               |                      |
| 2012 | American Reunion                           | Jessica                                   |                      |
| 2013 | 7E                                         | Yael                                      |                      |
| 2013 | He's Way More Famous Than You              | Ella misma                                |                      |
| 2013 | The Rambler                                | Cheryl                                    |                      |
| 2013 | G.B.F.                                     | Ms. Hoegel                                |                      |
| 2013 | Girl Most Likely                           | Allyson                                   |                      |
| 2013 | Clutter                                    | Lisa Bradford                             |                      |
| 2014 | Loitering with Intent                      | Kaplan                                    |                      |
| 2015 | Addicted to Fresno                         | Martha                                    |                      |
| 2015 | Sleeping with Other People                 | Kara                                      |                      |
| 2015 | Hello, My Name Is Doris                    | Sally                                     |                      |
| 2015 | Bloomin Mud Shuffle                        | Jock                                      |                      |
| 2015 | #Horror                                    | Emma                                      |                      |
| 2015 | Yoga Hosers                                | Tabitha                                   |                      |
| 2015 | Meadowland                                 |                                           |                      |
| 2016 | The Intervetion                            | Sarah                                     |                      |
| 2016 | Antibirth                                  | Lou                                       |                      |
| 2016 | Adam Green's Aladdin                       | Mom                                       |                      |
| 2016 | Jack Goes Home                             | Nancy                                     |                      |
| 2017 | Girlfriend's Day                           | Mrs. Taft                                 |                      |
| 2017 | Handsome: A Netflix Mystery Movie          | Detective Fleur Scozzari                  |                      |
| 2018 | A Futile and Stupid Gesture                | Anne Beatts                               |                      |
| 2018 | Show Dogs                                  | Mattie                                    |                      |
| 2019 | Honey Boy                                  |                                           |                      |
| 2020 | Irresistible                               | Tina                                      |                      |
| 2021 | The United States vs. Billie Holiday       | Tallulah Bankhead                         |                      |
| 2022 | Sirens                                     | n/a                                       | Productora ejecutiva |
| 2022 | DC League of Super-Pets                    | Merton (voz)                              |                      |
| 2022 | Glass Onion: A Knives Out Mystery          | Ella misma                                | Cameo                |
| 2023 | His Three Daughters                        | Rachel                                    |                      |
| 2024 | An Almost Christmas Story                  | Pat (voz)                                 | Cortometraje         |
| 2025 | Los Cuatro Fantásticos: primeros pasos     | Rachel Rhozman                            |                      |
| 2025 | The Bad Guys 2                             | Doom (voz)                                |                      |
| 2025 | Smurfs                                     | Mama Poot (voz)                           |                      |

### Teatro
| Año       | Título                      | Papel                   | Dirección                  | Notas                              | Ref.         |
| --------- | --------------------------- | ----------------------- | -------------------------- | ---------------------------------- | ------------ |
| 2008      | Two Thousand Years          | Tammy                   | Mike Leigh                 | Acorn Theatre                      | [ 12 ] [ 6 ] |
| 2009–2010 | Love, Loss, and What I Wore | Performer               | Nora Ephron y Delia Ephron | Westside Theater                   | [ 32 ]       |
| 2010      | Tigers Be Still             | Grace                   | Kim Rosenstock             | Roundabout Theatre Company         | [ 33 ]       |
| 2011      | Blood from a Stone          | Sarah                   | Tommy Nohilly              | Acorn Theatre                      | [ 34 ]       |
| 2012      | Women Behind Bars           | Cheri                   | Tom Eyen                   | Acorn Theater (actuación benéfica) | [ 35 ]       |
| 2013      | Crimes of the Heart         | Chick Boyle (narradora) | Beth Henley                | Acorn Theater                      | [ 36 ]       |

### Televisión
| Año           | Título                                 | Papel                     | Notas                                                        |
| ------------- | -------------------------------------- | ------------------------- | ------------------------------------------------------------ |
| 1986–1987     | Pee-wee's Playhouse                    | Opal                      |                                                              |
| 2000          | Will and Grace                         | Gillian                   |                                                              |
| 2001          | Night Visions                          | Bethany Daniels           |                                                              |
| 2011          | New Girl                               | Gretchen                  | 1 episodio: "Wedding"                                        |
| 2011          | Law & Order: Special Victims Unit      | Gia                       |                                                              |
| 2012          | Weeds                                  | Tiffani                   |                                                              |
| 2013          | NTSF:SD:SUV::                          | Mrs. Barbato              | 1 episodio: "Comic Con-Air"                                  |
| 2013–2019     | Orange Is the New Black                | Nicky Nichols             | 81 episodios; también directora - episodio: "The Hidey Hole" |
| 2015          | Girls                                  | Ricky                     | 1 episodio: "Iowa"                                           |
| 2015          | Portlandia                             |                           | 1 episodio: "SeaWorld"                                       |
| 2016–2019     | Steven Universe                        | Smoky Quartz              | 3 episodios                                                  |
| 2016–2022     | The Simpsons                           | Sophie Krustofsky (voz)   | 4 episodios                                                  |
| 2019–2022     | Russian Doll                           | Nadia                     | 15 episodios, también creadora y directora                   |
| 2020          | High Fidelity                          | n/a                       | Directora, episodio: "Weird... But Warm"                     |
| 2020          | Sarah Cooper: Everything's Fine        | n/a                       | Especial de televisión, creadora y directora                 |
| 2022          | Saturday Night Live                    | Ella misma (presentadora) | 1 episodio: "Natasha Lyonne/Japanese Breakfast"              |
| 2022          | Loot                                   | n/a                       | Productora ejecutiva                                         |
| 2023–presente | Poker Face                             | Charlie Cale              | 10 episodios, productora ejecutiva                           |
| 2023          | HouseBroken                            | Varios personajes (voz)   | 2 episodios                                                  |
| 2024-presente | The Second Best Hospital in the Galaxy | Enfermera Tup (voz)       | 8 episodios, productora ejecutiva                            |
| 2024          | What If...?                            | Byrdie (voz)              | 2 episodios                                                  |
| 2024          | Fantasmas                              | Suzanna                   | 2 episodios                                                  |

## Premios y nominaciones
| Premios Globo de Oro | Premios Globo de Oro                          | Premios Globo de Oro | Premios Globo de Oro | Premios Globo de Oro |
| Año                  | Categoría                                     | Trabajo nominado     | Resultado            | Ref.                 |
| -------------------- | --------------------------------------------- | -------------------- | -------------------- | -------------------- |
| 2020                 | Mejor actriz en serie de televisión - Comedia | Russian Doll         | Nominada             | [ 38 ]               |
| 2024                 | Mejor actriz en serie de televisión - Comedia | Poker Face           | Nominada             | [ 39 ]               |

| Premios Primetime Emmy | Premios Primetime Emmy                         | Premios Primetime Emmy  | Premios Primetime Emmy | Premios Primetime Emmy |
| Año                    | Categoría                                      | Trabajo nominado        | Resultado              | Ref.                   |
| ---------------------- | ---------------------------------------------- | ----------------------- | ---------------------- | ---------------------- |
| 2014                   | Mejor actriz invitada en una serie de comedia  | Orange is the New Black | Nominada               | [ 40 ]                 |
| 2019                   | Mejor serie de comedia                         | Russian Doll            | Nominada               | [ 40 ]                 |
| 2019                   | Mejor guion en una serie de comedia            | Russian Doll            | Nominada               | [ 40 ]                 |
| 2019                   | Mejor actriz principal en una serie de comedia | Russian Doll            | Nominada               | [ 40 ]                 |
| 2023                   | Mejor actriz principal en una serie de comedia | Poker Face              | Nominada               | [ 40 ]                 |

| Premios del Sindicato de Actores | Premios del Sindicato de Actores      | Premios del Sindicato de Actores | Premios del Sindicato de Actores | Premios del Sindicato de Actores |
| Año                              | Categoría                             | Trabajo nominado                 | Resultado                        | Ref.                             |
| -------------------------------- | ------------------------------------- | -------------------------------- | -------------------------------- | -------------------------------- |
| 2015                             | Mejor reparto en una serie de comedia | Orange is the New Black          | Ganadora                         | [ 41 ]                           |
| 2017                             | Mejor reparto en una serie de comedia | Orange is the New Black          | Ganadora                         | [ 42 ]                           |
| 2018                             | Mejor reparto en una serie de comedia | Orange is the New Black          | Nominada                         | [ 43 ]                           |

| Premios Independent Spirit | Premios Independent Spirit | Premios Independent Spirit | Premios Independent Spirit | Premios Independent Spirit |
| Año                        | Categoría                  | Trabajo nominado           | Resultado                  | Ref.                       |
| -------------------------- | -------------------------- | -------------------------- | -------------------------- | -------------------------- |
| 2024                       | Premio Robert Altman       | His Three Daughters        | Ganadora                   | [ 44 ]                     |

| Premios TCA | Premios TCA                 | Premios TCA      | Premios TCA | Premios TCA |
| Año         | Categoría                   | Trabajo nominado | Resultado   | Ref.        |
| ----------- | --------------------------- | ---------------- | ----------- | ----------- |
| 2023        | Logro individual en comedia | Poker Face       | Ganadora    | [ 45 ]      |